# Turks (Final Fantasy VII)
Nel videogioco di ruolo "Final Fantasy VII", i Turks (タークス) sono un corpo speciale della ShinRa, e obbediscono direttamente ai vertici più alti, ricevendo gli ordini da Heidegger (capo del Dipartimento "Mantenimento dell'Ordine Pubblico"). Si occupano di rapimenti, spionaggio, e cose del genere, oltre che di reclutare Soldier. È facile riconoscerli anche per il fatto che vestono solamente abiti scuri.
Il nome "Turks" significa "turchi", e probabilmente li hanno chiamati così nel senso di "cattivi", "pericolosi", e simili. 
I Turks sono tra i personaggi meglio riusciti del gioco: ognuno di loro ha una personalità, tutte estremamente curate e particolari. All'inizio del gioco, vengono incaricati dalla ShinRa di catturare Aeris e di fermare Avalanche, in seguito di inseguire Sephiroth. 
Verso metà del gioco, si alleano con Avalanche per liberare Elena; in seguito a questa vicenda, non saranno più tanto ostili a Cloud e compagni, e cercheranno di evitare gli scontri quando possibile; anche se Elena vorrebbe combatterli, Reno la ferma in più occasioni.  
Nel film Final Fantasy VII: Advent Children, i Turks non sono più avversari, ma assumono un ruolo da coprotagonisti (soprattutto Reno e Rude), collaborando con il gruppo di Cloud per difendere Edge dalla banda di Kadaj. 
I Turks si chiamano: Tseng (il capo), Reno, Rude ed Elena. Di loro non si conoscono né i cognomi né le età, comunque dall'aspetto sembrerebbero essere giovani. Fra tutti i Turks quello che più spicca è Reno. 
Oltre che in Final Fantasy VII, i Turks compaiono anche in: 
- Final Fantasy VII: Advent Children
- Final Fantasy VII: Last Order
- Final Fantasy VII: Before Crisis
- Final Fantasy VII: Crisis Core

In Last Order e in Before Crisis sono presenti numerosi altri Turks, di cui tuttavia non si conoscono i nomi.

## Reno
Reno (レノ) [ɹɛno] è un personaggio molto carismatico, in assenza del capo è sempre lui a prendere decisioni. In effetti assume il ruolo di capo in assenza di Tseng (che compare assai poco rispetto agli altri), tanto che spesso Elena lo chiama "capo". 
Affascinante, sarcastico e sfacciato, sembra che non prenda mai nulla sul serio, invece è un professionista serio, e quando ha un lavoro da fare lo porta a termine senza indugio, pur prendendo la sua professione alla leggera: non si disturba mai per niente, non prende mai nulla sul personale, e quando può tenta sempre di sedare i conflitti e di evitare gli scontri, soprattutto se è fuori servizio. 
È molto leale e aiuta i compagni quando sono in difficoltà. Quando è fuori servizio e si rilassa, non ama essere disturbato. 
Gli piace bere e straviziare, e ha un'attitudine da ragazzaccio. 
È un gran chiacchierone, e gli piace spettegolare sulla vita sentimentale altrui. 
In giapponese ha un modo di parlare molto particolare, usa un gergo tutto suo e finisce sempre le frasi con "zo to" (ぞ、と) o "to" (と); nelle lingue straniere questo slang non ha un equivalente. 
Personaggio che spicca decisamente, soprattutto nel film Advent Children, è il preferito da molti fans, nonostante sia abbastanza marginale. 

### Aspetto fisico
Reno ha gli occhi azzurri, capelli rossi lunghi fino alla vita, e un sorriso accattivante. È molto chiaro di pelle, ed ha una corporatura magra. 
Porta occhiali da pilota, che tiene sempre sulla fronte, ed indossa l'uniforme dei Turks con molta disinvoltura: giacca aperta e camicia sbottonata in alto e portata a spenzoloni, senza la cravatta d'ordinanza. 
Ha sotto gli occhi due segni rossi che potrebbero essere tatuaggi o cicatrici. È mancino. Non si conosce la sua età, ma gli si può dare all'incirca dai 20 ai 25 anni.

### Rapporto con gli altri Turks
Con Rude ha un forte legame di amicizia, e i due sono inseparabili e molto affiatati, sia in battaglia che nella vita; si capiscono benissimo anche senza parlare, infatti è solo Reno che discorre, mentre Rude parla poco. 
Elena e Reno hanno due caratteri opposti. Elena è molto seria e permalosa, fa di tutto una questione personale, si prende troppo sul serio e non si rilassa mai, per questo Reno la tratta con sufficienza e non la prende molto sul serio. 
Sia Elena che Rude gli obbediscono, Rude gli dà sempre ragione. 

### Arma
L'arma di Reno è un "electro-mag rod" (detto anche "taser"), cioè una specie di bastone metallico che lancia scariche elettriche molto potenti. Reno lo porta appoggiato a una spalla. Quest'arma causa molti danni e stordisce la vittima. 

### Battaglie
Reno non è un personaggio giocabile, ma un antagonista. Nel corso del gioco, lo si affronta in combattimento quattro volte: 
- nel Settore 7 (da solo)
- nella giungla di Gongaga (con Rude)
- a bordo di Gelnika (con Rude)
- nel tunnel di Midgar (con Elena e Rude), dove si può scegliere di non combattere.

Quando si combatte contro di lui la prima volta, usa piramidi di energia per intrappolare i personaggi, immobilizzandoli. 
Nelle altre battaglie sta sempre in seconda fila, per farsi proteggere da Rude. 
Oltre alla sua arma, usa anche magie elementali, che però sono meno potenti. 
Prima di scappare da un combattimento, ha l'abitudine di guardare l'orologio, per far credere che abbia fretta.

### Incontri
- nella chiesa del Settore 5 (dove tenta di catturare Aeris)
- sulla piattaforma del Settore 7 (fa abbattere la piattaforma sul Settore 7 della città distruggendolo; segue combattimento)
- nel pub di Junon (qui non succede nulla)
- nella giungla di Gongaga (combattimento)
- a Wutai (collabora con il gruppo di Cloud Strife per liberare Elena e Yuffie dalle grinfie di Corneo)
- nel reattore sommerso di Junon (dove sta guidando le operazioni di caricamento della Materia Densa nel sottomarino; vi manda contro un boss meccanico)
- nell'aereo affondato (dove sta recuperando le armi della ShinRa; combattimento)
- nel tunnel sotterraneo di Midgar (combattimento opzionale)

## Rude
Rude (ルード) è il migliore amico di Reno, nonostante abbiano caratteri molto diversi. 
Taciturno e serioso, ama bere, gioca d'azzardo, e ha un debole per Tifa. 

### Aspetto fisico
È alto, robusto e scuro di pelle, e sembra una guardia del corpo. 
È completamente calvo. Porta sempre gli occhiali da sole e tiene in tasca un paio di occhiali "di scorta", nel caso che quelli che indossa si rompano.

### Arma
Combatte con i pugni. 

### Battaglie
Si combatte contro di lui quattro volte: 
- nella giungla di Gongaga (con Reno)
- a Rocket City (da solo)
- a bordo di Gelnika (con Reno)
- nel tunnel sotterraneo di Midgar (con Elena e Reno).

In alcune battaglie non combatte affatto, ma si limita a curare Reno. 

### Incontri
- nel palazzo della ShinRa
- nella Mytril Cave (non succede nulla)
- nel bar di Junon (non succede nulla)
- nella giungla di Gongaga (combattimento)
- a Rocket City (combattimento)
- a Wutai (collabora con il gruppo di Cloud)
- al Northern Crater (sull'Highwind)
- nell'aereo affondato (combattimento)
- nel tunnel sotterraneo di Midgar (combattimento opzionale)

## Reno e Rude nel film
All'inizio di Final Fantasy VII: Advent Children vediamo Reno pilotare un elicottero della ShinRa per ispezionare il Northern Cave. 
Lo incontriamo di nuovo nella Healing Lodge, dove dà il "benvenuto" a Cloud in maniera irruente. Poi Reno viene sbattuto fuori dalla stanza e resta fuori dalla porta per tutta la durata del colloquio di Cloud e Rufus, gridando perché lo lascino entrare. 
In seguito troviamo Reno e Rude all'orfanotrofio, dove cercano di convincere Cloud a collaborare con la ShinRa. 
Nel piazzale di Edge, li vediamo salvare dei bambini da Bahamuth, e in seguito combattere contro Loz e Yazoo. Qui si rimane stupefatti dall'abilità di Reno ad arrampicarsi sui muri.
Verso la fine, li troviamo sull'autostrada che conversano mentre attendono il momento opportuno per attivare le bombe, piazzate per fermare Kadaj.

## Elena
Elena (イリーナ) [ilinʌ] viene assunta nei Turks per sostituire Reno quando questo rimane gravemente ferito dopo il primo scontro con Cloud. È quindi inesperta, e lo dimostra spesso rivelando segreti della ShinRa a degli sconosciuti, venendo di conseguenza rimproverata da Tseng, per poi scusarsi mortificata. 
Elena è permalosa, vive il suo lavoro con serietà ossessiva, è molto devota ai suoi superiori, puntigliosa nell'eseguire gli ordini, e non si rilassa mai, neanche quando è in vacanza. 
È molto devota e servizievole nei confronti di Tseng, di cui è segretamente innamorata, ed è l'unica a chiamarlo "signore" ("senpai" in lingua originale). 

### Aspetto fisico
Capelli biondi e occhi marroni. 

### Arma
Pistola. 

### Battaglie
La si affronta in battaglia una sola volta, verso la fine del gioco, nel tunnel sotterraneo di Midgar (con Rude e Reno). 

### Incontri
- nella Mytril Cave (dove, rivela al gruppo di Cloud Strife le intenzioni della ShinRa, e viene rimproverata da Tseng)
- nella giungla di Gongaga
- a Wutai (dove vorrebbe combattere contro Cloud, ma viene fermata da Reno)
- a Icicle Inn (dove aggredisce Cloud, accusandolo di avere ferito Tseng)
- nel tunnel sotterraneo di Midgar (combattimento).

Appare anche nel film Advent Children, nella versione giapponese è doppiata da Megumi Toyoguchi mentre nella versione inglese da Bettina Bush.

## Tseng
Tseng (ツォン) [tsɤŋ] è il capo dei Turks, ma lo si vede poco nel corso del gioco. Non capita mai di combattere contro di lui. A quanto pare prova qualcosa per Aeris, che conosce da quando era piccola, dovendole dare la caccia per conto della ShinRa.
Quando resta ferito nel Tempio degli Antichi, le rivela i suoi sentimenti.
Sebbene sia molto giovane è stato membro attivo dei Turks per più di dieci anni, andando poi a sostituire Verdot a capo dei Turks.
Lo si vede anche in Advent Children dove ha solo una piccola parte; nella versione giapponese del film Tseng è doppiato da Junichi Suwabe mentre nella versione inglese da Ryun Yu.
Appare anche in Last Order dove ha il compito di catturare Zack e Cloud, e su Crisis Core.

### Incontri
- sulla piattaforma del Settore 7 (è in elicottero, e ha preso Aeris per portarla alla ShinRa)
- nel palazzo della ShinRa
- nella Mytril Cave
- nel pub di Junon
- al reattore di Gongaga
- al Gold Saucer (è in elicottero, e riceve da Cait Sith la chiave del Tempio)
- al Tempio degli Antichi (dove tenta di fermare Sephiroth, ma resta gravemente ferito).

## Elena e Tseng nel film
In Final Fantasy VII: Advent Children compaiono in poche occasioni e per pochissimi istanti. All'inizio si sentono le loro voci mentre ispezionano la Northern Cave. In seguito si apprende che nella Northern Cave sono stati torturati dalla banda di Kadaj, ma poi si sono salvati grazie all'intervento di Vincent. Più avanti li troviamo a Edge che salvano il presidente Rufus quando precipita. Li rivediamo verso la fine vicino a Rufus, insieme a Rude e Reno.